# Modrová
Modrová (allemand : Großmodro, hongrois : Nagymodró) est un village de Slovaquie situé dans la région de Trenčín.

## Histoire
La première mention écrite du village date de 1348.

## Démographie

### Évolution de la population
| Année:               | 1994. | 2004.   | 2014.   | 2024.   |
| -------------------- | ----- | ------- | ------- | ------- |
| Nombre de personnes: | 510   | 499     | 512     | 472     |
| Différence:          |       | -2,15 % | +2,60 % | -7,81 % |

| Année:               | 2023. | 2024.   |
| -------------------- | ----- | ------- |
| Nombre de personnes: | 471   | 472     |
| Différence:          |       | +0,21 % |